# Червоний Клайдсайд
Червоний Клайдсайд (шотл. Reid Clydeside, 1910 — 1930) — період масового підйому та радикалізації робітничого руху Великої Британії в цілому та Шотландії  зокрема. Тривав з початку 1910-х до початку 1930-х років. Свою назву отримав від області поширення — навколо міст, розташованих на берегах річки Клайд: Глазго, Клайбанк, Грінок і Пейслі.